# AMO-3
Der AMO-3 (russisch AMO-3) ist ein von 1931 bis 1933 in Serie gefertigter Lastkraftwagen des sowjetischen Ersten staatlichen Automobilwerks (russisch 1-й Государственный автомобильный завод, abgekürzt als 1-й ГАЗ, transkribiert 1-i Gossudarstwenny Awtomobilny Sawod). Bis etwa 1925 war auch im Unternehmensnamen das Kürzel AMO zu finden, das für Awtomobilnoje Moskowskoje Obschtschestwo (deutsch: Moskauer Automobilgesellschaft) stand und sich in der Typenbezeichnung des Lastwagens widerspiegelt.
Das Werk wurde zum 1. Oktober 1931 in Sawod imeni Stalina (kurz ZIS) umbezeichnet. Aufgrund der Umbenennung wurde offenbar auch die Bezeichnung ZIS-3 für den Lastwagen verwendet, sie ist jedoch wenig verbreitet. Unter dem Kürzel AMO-4 wurde ein auf dem AMO-3 aufbauender Omnibus mit längerem Radstand hergestellt, außerdem gab es unter eigenen Bezeichnungen verschiedene Prototypen auf dem gleichen Fahrgestell.

## Fahrzeuggeschichte

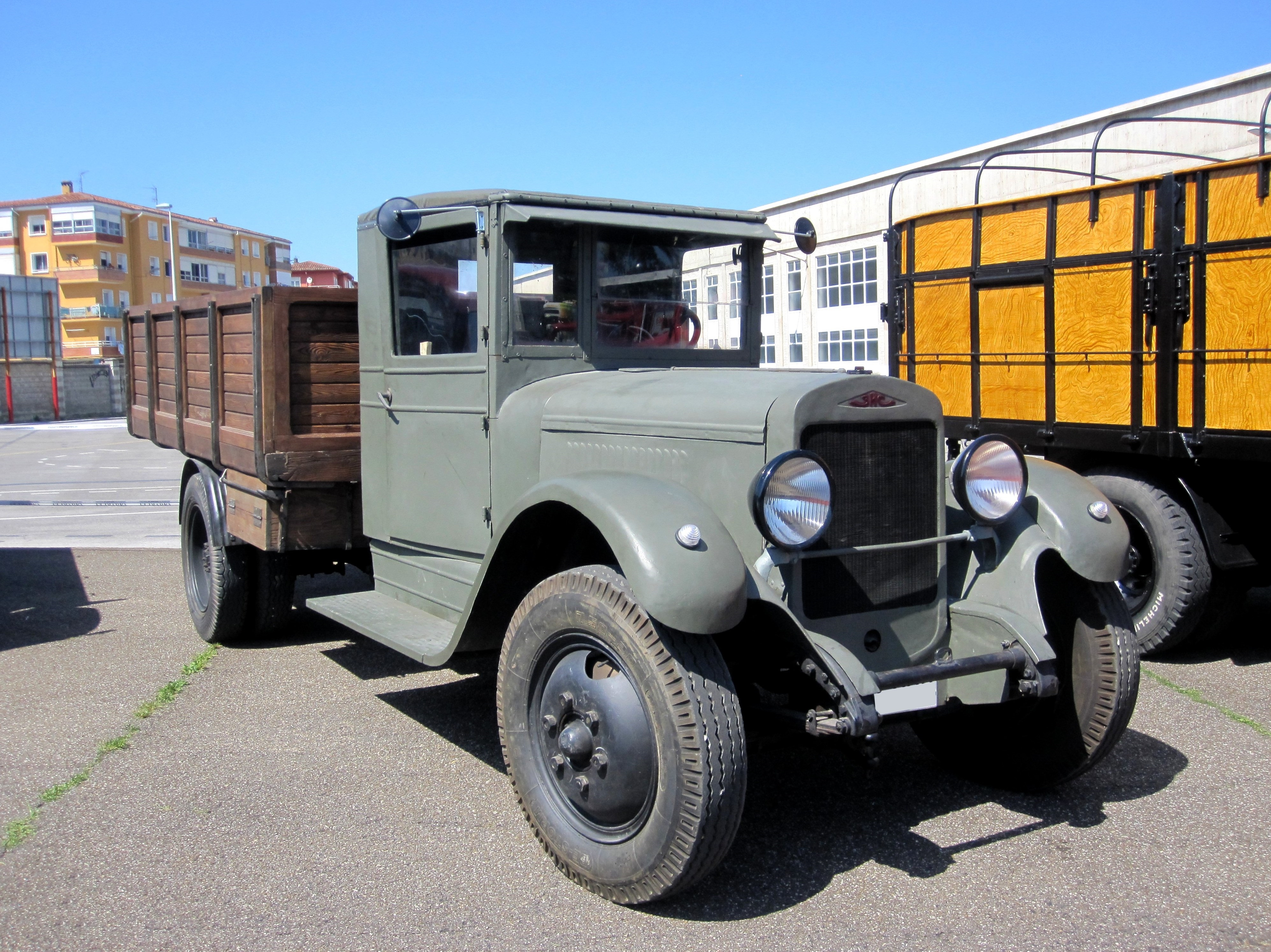
Früher ZIS-5 in Exportversion in Spanien. Das Fahrzeug gleicht den zuletzt produzierten AMO-3 mit Ausnahme des Kühleremblems optisch fast exakt (2010)

Nachdem der AMO-F-15 technisch überholt war, bemühte man sich in Moskau im Ersten Staatlichen Automobilwerk um einen Nachfolger für das Fahrzeug. Dabei orientierte man sich wieder an ausländischen Fahrzeugen und nahm schließlich eine Lizenzproduktion des Dispatch SA der US-amerikanischen Marke Autocar in Angriff. Der neue Lastwagen wurde AMO-2 genannt und von 1930 bis 1931 insgesamt 1715 mal gebaut.
Mit dem Auftrag, die Abhängigkeit von Importen zu verringern, wurde bis Ende 1931 eine eigene Produktion aufgebaut. Das daraus hervorgegangene Fahrzeug, der AMO-3, hatte nach wie vor große Ähnlichkeiten mit dem US-amerikanischen Vorbild des Vorgängers. Allerdings wurden nun fast alle Teile in der Sowjetunion selbst hergestellt. Optisch unterschieden sich die Fahrzeuge kaum. Lediglich die Scheinwerferaufhängung wurde geändert und im Laufe der Produktion die zuvor aus Zellophan hergestellten Seitenfenster durch Glasscheiben ersetzt. Zum 1. Oktober 1931 wurde die Fabrik in „Sawod imeni Stalina“ (kurz ZIS) umbenannt. Ab dem 20. Oktober begann die Montage des AMO-3 und am 25. Oktober wurden die ersten 27 Lastwagen vollendet. Mit diesen Fahrzeugen wurde anschließend eine Probefahrt von Moskau nach Leningrad und zurück unternommen.
Die ersten Produktionschargen erwiesen sich noch als fehleranfällig. Anfänglich erlitt jeder dritte Lastwagen größere Schäden. Schwachstellen waren die Ventilsteuerung des Sechszylinder-Ottomotors, die Lager des Lüfters und ein zu klein dimensionierter Kühler, der häufig zur Überhitzung des Motors führte. Dank kontinuierlichen Verbesserungen konnte die Qualität jedoch zügig verbessert werden, so dass die Ausfallquoten sanken. Gleichzeitig stiegen die Produktionszahlen an, im September 1932 lief schon der 10.000. AMO-3 vom Band.
Die Produktion des AMO-3 dauerte bis 1933 an. Insgesamt wurden 34.969 Stück gebaut: 770 im Jahr 1931, 14.583 im Jahr 1932 und noch einmal 19.616 im Jahr 1933. Danach wurde die Produktion zu Gunsten des überarbeiteten und leistungsstärkeren ZIS-5 eingestellt. Die Umstellung erfolgte nach und nach, aus der Übergangszeit sind AMO-3 mit ZIS-Emblem am Kühler und ähnliche Kombinationen bekannt. Ebenfalls aus dieser Zeit stammt wohl die gelegentlich verwendete Bezeichnung ZIS-3. Der ZIS-5 unterschied sich optisch kaum vom AMO-3, war aber mit einem neuen Antriebsstrang ausgestattet und auch in Details verbessert worden. Er war mit über 900.000 Exemplaren einer der am häufigsten produzierten sowjetischen Lkw seiner Zeit und wurde in verschiedenen Werken mit kleineren Änderungen noch bis Ende der 1950er-Jahre gebaut.
Der AMO-3 wurde noch bis in die 1950er-Jahre in der Sowjetunion genutzt, die meisten Fahrzeuge gingen allerdings im Zweiten Weltkrieg verloren. Anschließend wurden die verbliebenen Lastwagen durch modernere Fabrikate ersetzt, nur sehr wenige Exemplare sind erhalten geblieben.
Der Hersteller wurde 1956 im Zuge der Entstalinisierung in Sawod imeni Lichatschowa (ZIL) umbenannt und produzierte in Moskau noch bis 2013 Lastwagen.

## Modellvarianten
Der AMO-3 diente als Basis für verschiedene Fahrzeuge.
- AMO-3 – Von 1931 bis 1933 gebaute Grundversion, im Verlauf der Produktion überarbeitet.
- AMO-3 mit Holzvergaser – Prototyp von 1932 für den Betrieb mit Holzgas. Erst mit dem ZIS-21 (Holzvergaserversion des ZIS-5) wurde das Projekt einige Jahre später in die Serienproduktion übernommen.
- AMO-4 – Längeres Fahrgestell mit 4420 mm Radstand. Es wurde hauptsächlich für den gleichnamigen Bus mit 22 Sitzplätzen verwendet, aber auch für Spezialaufbauten wie Feuerwehrfahrzeuge.
- AMO-5 – Vorserienfahrzeuge des ZIS-5 mit aufgebohrtem Motor (5,55 l Hubraum, 73 PS). Ab 1933 als ZIS-5 in Serie gebaut.
- AMO-6 – Prototyp mit drei Achsen, später als ZIS-6 in Serie gebaut.[3]
- AMO-7 – Sattelzugmaschine auf Basis eines gekürzten AMO-3. Die Prototypen hatten einen Radstand von 2910 mm und konnte Sattelauflieger mit 5 bis 6 t Gewicht ziehen. Eine Serienfertigung erfolgte nicht. Das Fahrzeug erhielt als Antrieb einen experimentellen Dieselmotor von NATI vom Typ NATI-M-12 mit 70 PS.[4] Auch ein Dieselmotor vom Typ NATI-1-60 mit 60 PS wurde testweise eingebaut.

Der Sechszylinder-Reihenmotor des AMO-3 wurde darüber hinaus im deutlich schwereren JaG-3 als Zulieferteil eingebaut, obwohl er für dieses Fahrzeug eigentlich unterdimensioniert war.

## Technische Daten
Für den AMO-3, soweit bekannt.
- Motor: Reihensechszylinder-Ottomotor
- Motortyp: „AMO-3“
- Leistung: 60 PS (44 kW) bei 2200 min−1, auch 66 PS (48,5 kW) angegeben
- Hubraum: 4882 cm³
- Bohrung: 95,25 mm
- Hub: 114,3 mm
- maximales Drehmoment: 245 Nm
- Verdichtung: 4,6:1
- Getriebe: mechanisches Vierganggetriebe
- Höchstgeschwindigkeit: 52 km/h, auch 60 km/h angegeben
- Tankinhalt: 60 l
- Kraftstoffverbrauch: 33 l/100 km
- Antriebsformel: 4×2

Abmessungen und Gewichte
- Länge: 5950 mm
- Breite: 2140 mm
- Höhe: 2250 mm über Kabine
- Bodenfreiheit: 260 mm
- Radstand: 3810 mm
- Sitzplätze: 2
- Leergewicht: 2840 kg
- Zuladung: 2500 kg
- zulässiges Gesamtgewicht: 5340 kg